# Muelle de Churruca (Las Arenas)
El Muelle de Churruca o Muelle de Evaristo de Churruca es un muelle de la localidad vizcaína de Las Arenas (Guecho). Diseñado y construido por el ingeniero español Evaristo de Churruca y Brunet, se ubica en el tramo final de la ría del Nervión, y lleva su nombre en honor de este ingeniero, al igual que su muelle homólogo, el Muelle de Churruca de Portugalete, sito en la orilla opuesta de la ría.

## Características
El Muelle de Churruca se extiende a lo largo de la margen derecha de la desembocadura del Nervión, desde el Puente Vizcaya en adelante. Está dividido en dos partes:
- La primera hace la función de calle, extendiéndose desde el Puente Vizcaya hasta la zona ajardinada conocida como Parque de Churruca, que incluye varios jardines de tamarindos, y que conecta con el Muelle de Las Arenas y la Playa de Las Arenas. Esta primera parte consta de un paseo que se ubica paralelo a la ría, un pequeño jardín que lo separa de una carretera de un único sentido, y una acera al otro lado de la carretera, que da acceso a las viviendas.

- La segunda parte está constituida por un paseo ajardinado, y se extiende más allá de la playa. Es el muelle propiamente dicho, es decir, la obra levantada por Evaristo de Churruca, que permitió el encauce del Nervión. Está constituido por dos paseos peatonales, separados por varias zonas ajardinadas, y que conectan en una pequeña plazoleta final, en la que se levanta un pequeño faro. Al principio del muelle se encuentra el monumento a Evaristo de Churruca, un enorme obelisco que representa al hombre luchando y venciendo al mar (representado por Neptuno, el dios romano, en una posición de derrota). Con esta imagen se simboliza la lucha del hombre contra el mar.[1]

## Historia
El lugar en el que se encuentra el actual Muelle de Churruca formó, hasta finales del siglo XIX, el punto final del estuario del Nervión, que era por entonces un entorno de marismas, zonas intermareales, playas, dunas... Con la llegada del empresario bilbaíno Máximo Aguirre a la zona de Lamiaco y Las Arenas, estas zonas fueron desecadas, y comenzó la urbanización de las mismas, que más tarde formarían los barrios residenciales de Santa Ana y Las Arenas, y los barrios industriales de Lamiaco y Romo.
El crecimiento desproporcionado de la industria vizcaína a finales del XIX, con la implantación de numerosas fábricas en ambos márgenes de la ría, se tradujo en un interés superior por la habilitación de Bilbao como puerto de importancia, como puerta de salida para las materias primas minerales. Para ello sin embargo era necesario el encauce de la ría del Nervión en su último tramo, mediante la construcción de muelles que alterasen las corrientes del Abra y permitiesen la desaparición de la temible "barra de arena" (bancos de arena), que tantos naufragios había ocasionado en barcos que pretendían acceder a la Villa bilbaína. La desaparición de esta barra de arena permitiría la entrada de barcos de mayor tamaño hasta las fábricas de Sestao, Lamiaco, Erandio, Baracaldo, Bilbao... A este fin se construyeron el Muelle de Hierro de Portugalete, en la Margen Izquierda, y el Muelle de Churruca, en la Margen Derecha, ambos construidos por Evaristo de Churruca.

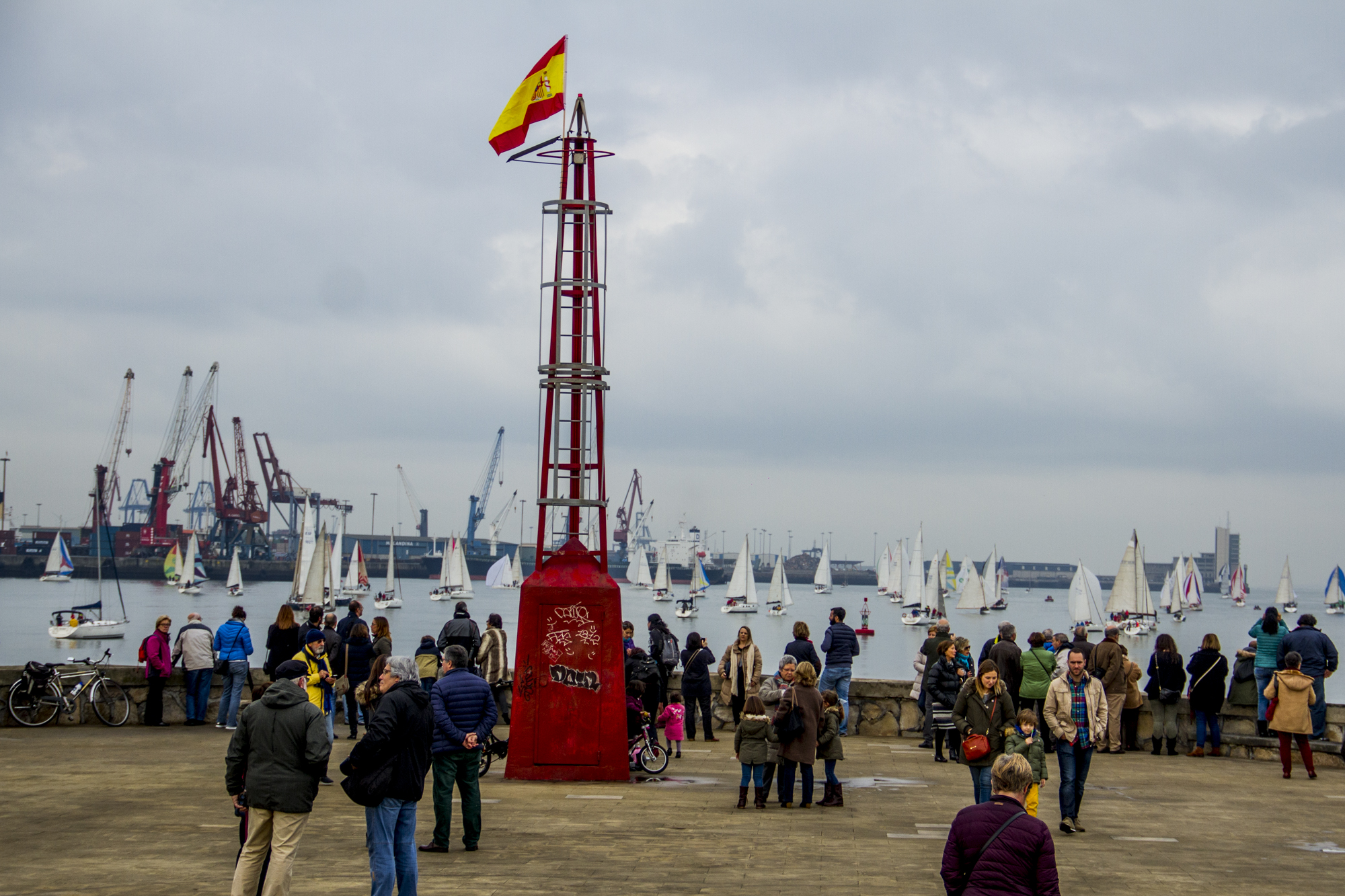
Regata del Gallo 2016 en el Muelle de Churruca.

Cabe decir que ambos muelles alteraron significativamente el entorno natural en el que encontraban. En el primer caso, la Villa Jarrillera perdió su playa, que se encontraba situada entre el Muelle de Hierro y Santurce. Por su parte, Las Arenas vio reducido su arenal (que antes se extendía hasta Arriluce) al actual, un pequeño triángulo ubicado entre el Real Club Marítimo y el Muelle de Churruca.

## Curiosidades

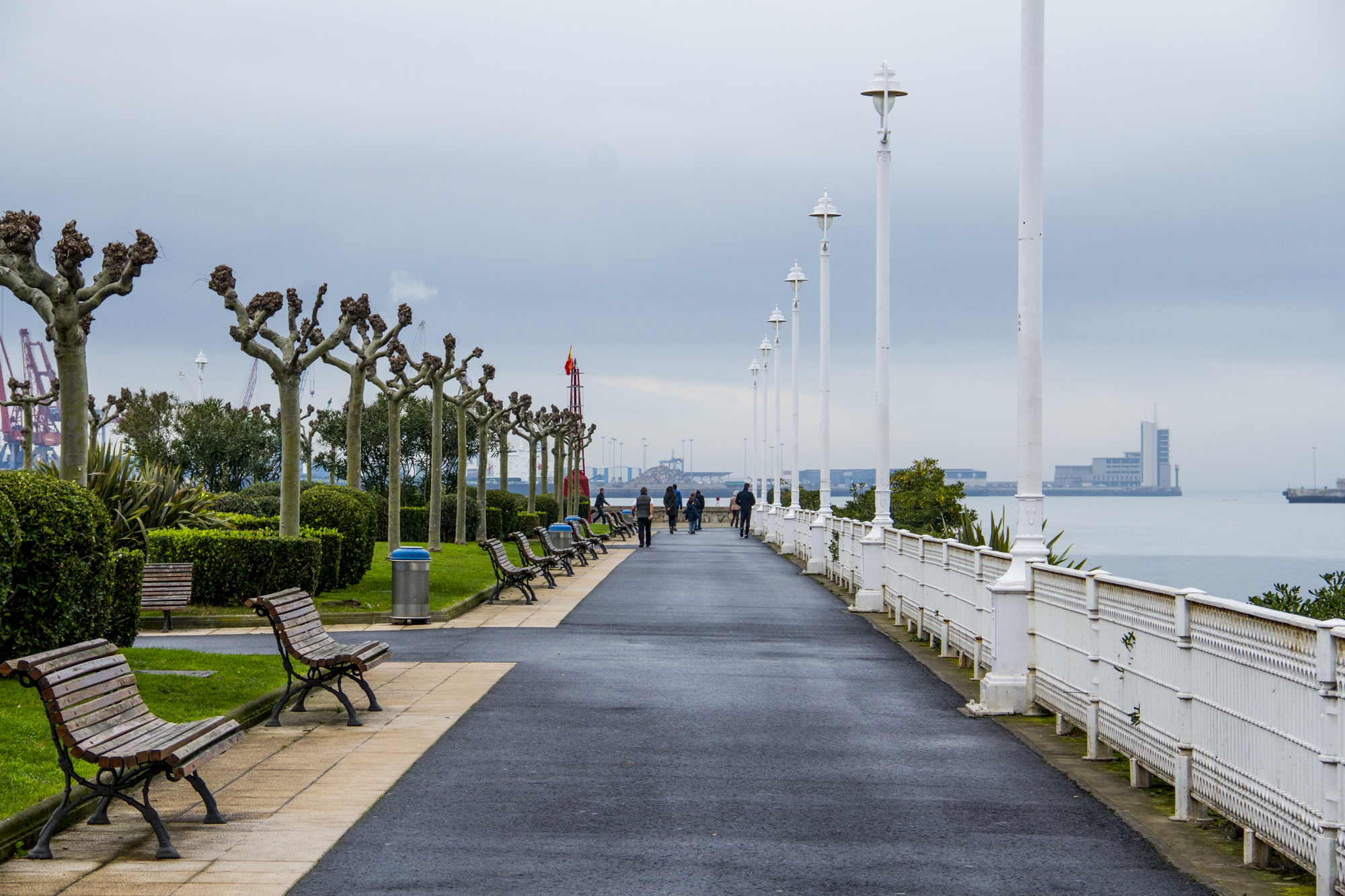
El paseo del muelle en un día lluvioso.

El muelle es popularmente conocido (entre los areneros de más edad especialmente) como La Mojijonera, denominación que deriva de "mojojones", nombre autóctono vizcaíno para designar a los mejillones, que se encontraban en cantidad entre las piedras del muelle y que solían ser un prestigioso condimento en la gastronomía local. 
Hoy en día, el Muelle de Churruca es un agradable paseo frecuentado por areneros y extraños, desde el que se observan unas privilegiadas vistas sobre los municipios de Portugalete y Santurce, el Puente Vizcaya, las instalaciones del Puerto Exterior de Bilbao, la zona de Arriluce y la propia Las Arenas.
Como curiosidad, según las autoridades locales, las bicicletas no son consideradas vehículos en Guecho, así que pueden invadir zonas peatonales como el muelle Churruca, conviviendo con paseantes mayores, niños, personas con movilidad reducida... Y también con perros sueltos desde las 18:00 hasta las 11:00h.